# Tamopsis fickerti
Espèce
Synonymes
- Chalinura fickerti L. Koch, 1876

Tamopsis fickerti est une espèce d'araignées aranéomorphes de la famille des Hersiliidae.

## Distribution
Cette espèce est endémique d'Australie. Elle se rencontre dans le Sud du Queensland, dans l'Est de la Nouvelle-Galles du Sud et au Victoria.

## Description
Le mâle mesure 5,2 mm et la femelle 4,8 mm.

## Publication originale
- L. Koch, 1876 : Die Arachniden Australiens. Nürnberg, vol. 1, p. 741-888 (texte intégral).